# Pariana concinna
Pariana concinna är en gräsart som beskrevs av Thomas Gaskell Tutin. Pariana concinna ingår i släktet Pariana och familjen gräs. Inga underarter finns listade i Catalogue of Life.